# Statue de Napoleon Ier (Bastia)

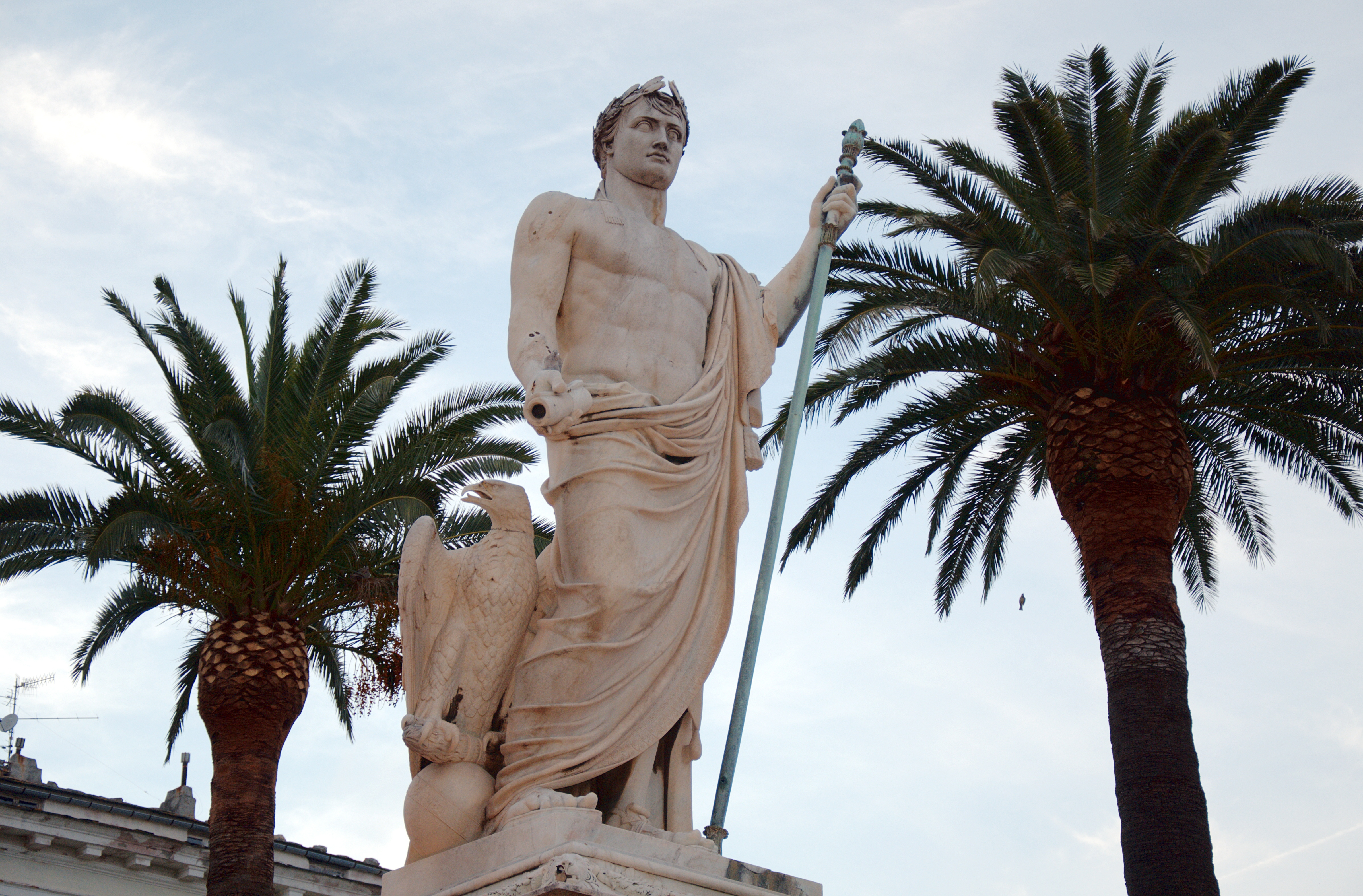
La statue de Napoléon en empereur romain, ou en Jupiter

La statue de Napoléon Ier est une sculpture qui se trouve à Bastia, situé au sud de la place Saint-Nicolas où elle a été érigée en 1853. Elle est l’œuvre du sculpteur florentin Lorenzo Bartolini. Elle a été classée monument historique.

## Histoire
La statue avait été commandée par la sœur de Napoléon, Elisa, pour orner sa demeure de Lucques, en Toscane. En 1813 la statue est achevée, mais le projet est abandonné. Elle restera longtemps dans les ateliers de l'artiste. Bartolini prend alors contact avec la municipalité bastiaise. Ce n'est qu'en 1853 qu'elle est érigée sur la place Saint-Nicolas, récemment aménagée. L'accès au pouvoir de Louis-Napoléon Bonaparte facilite l'opération. La statue est finalement acquise pour la somme de quarante mille francs.

## Description

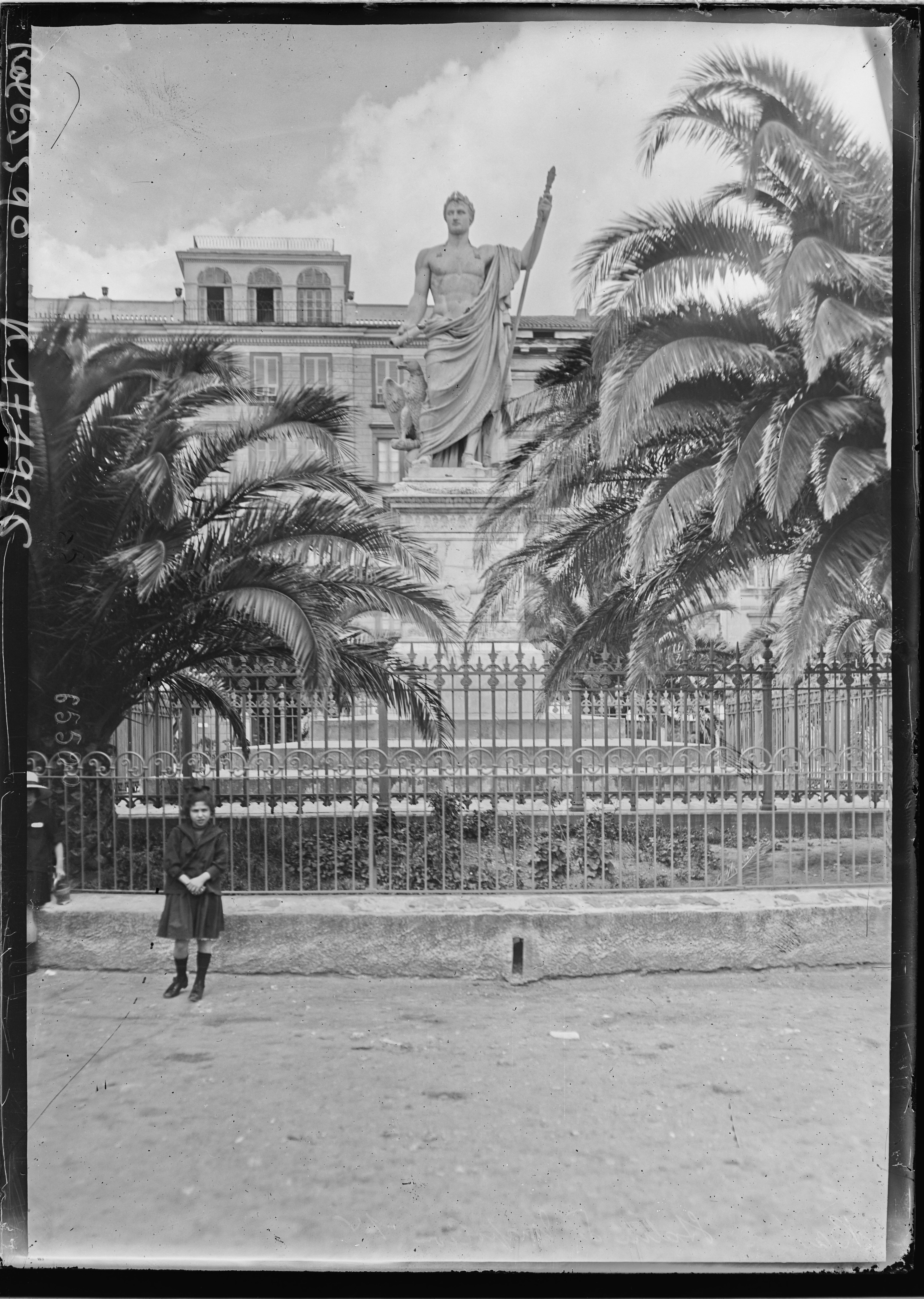
Une photo de la statue en 1921

Elle représente Napoléon Ier en empereur romain ou en divinité car il est présenté avec les attributs de Jupiter.
Napoléon est représenté en empereur romain, auréolé de lauriers, vêtu d'une toge, tenant dans sa main gauche un sceptre et dans sa main droite un rouleau, symbolisant le législateur. Mais certains considèrent qu'il est représenté en dieu, car il présente les attributs de Jupiter.
Au dos, sur le piédestal figurent les armoiries de la ville.

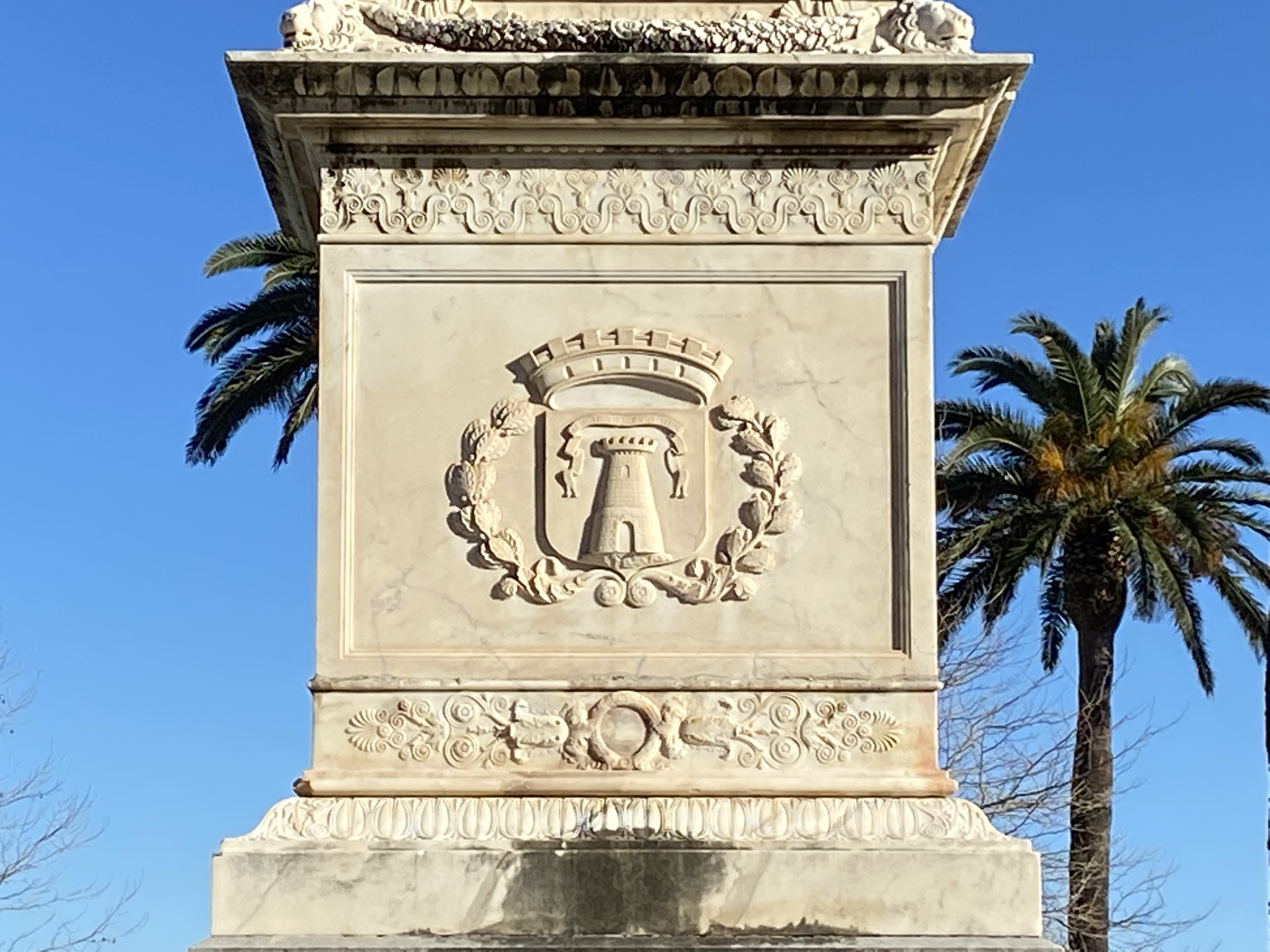
Au dos de la statue, sur le piédestal : les armoiries de la ville de Bastia

## Galerie de photographies

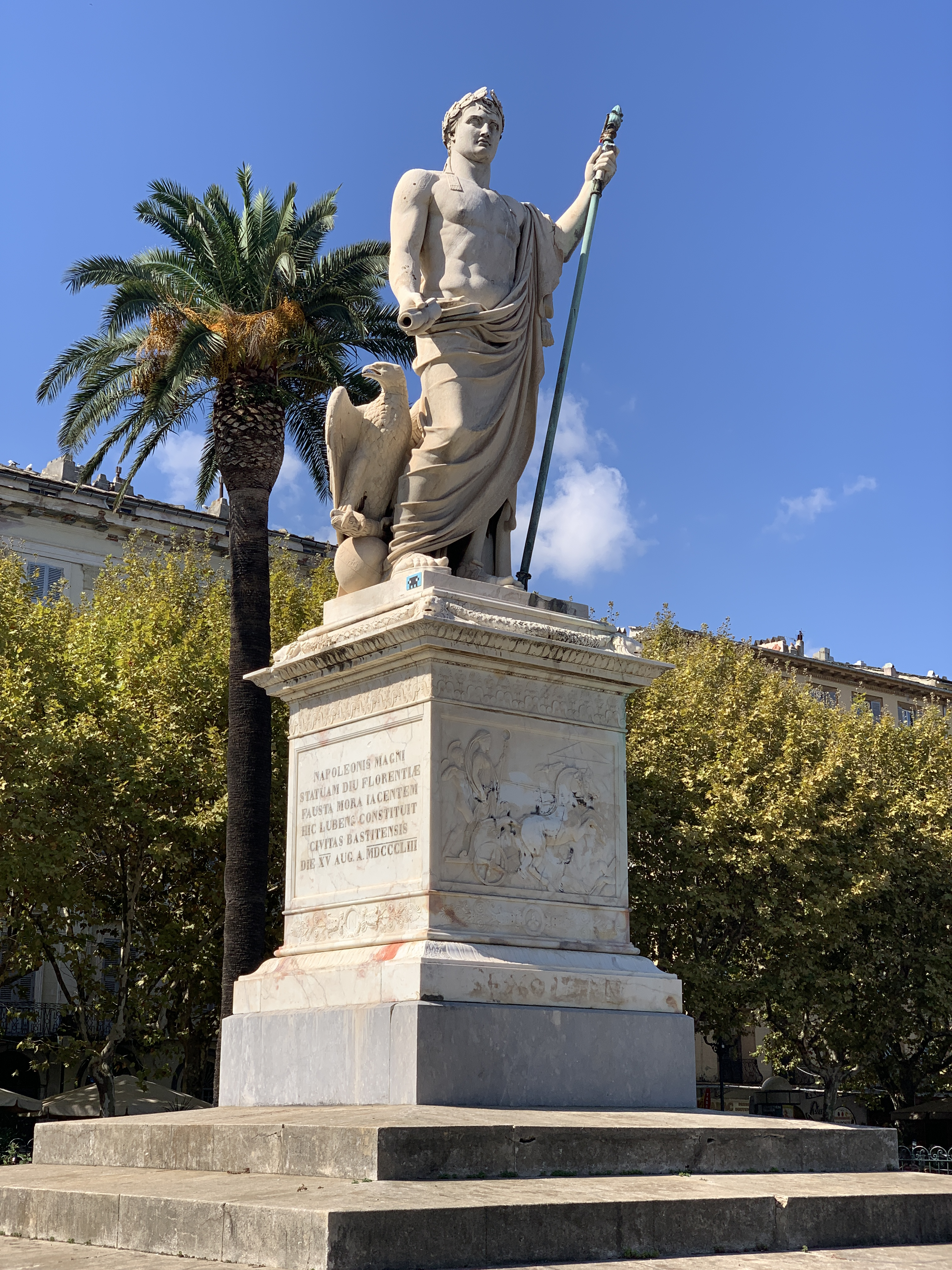
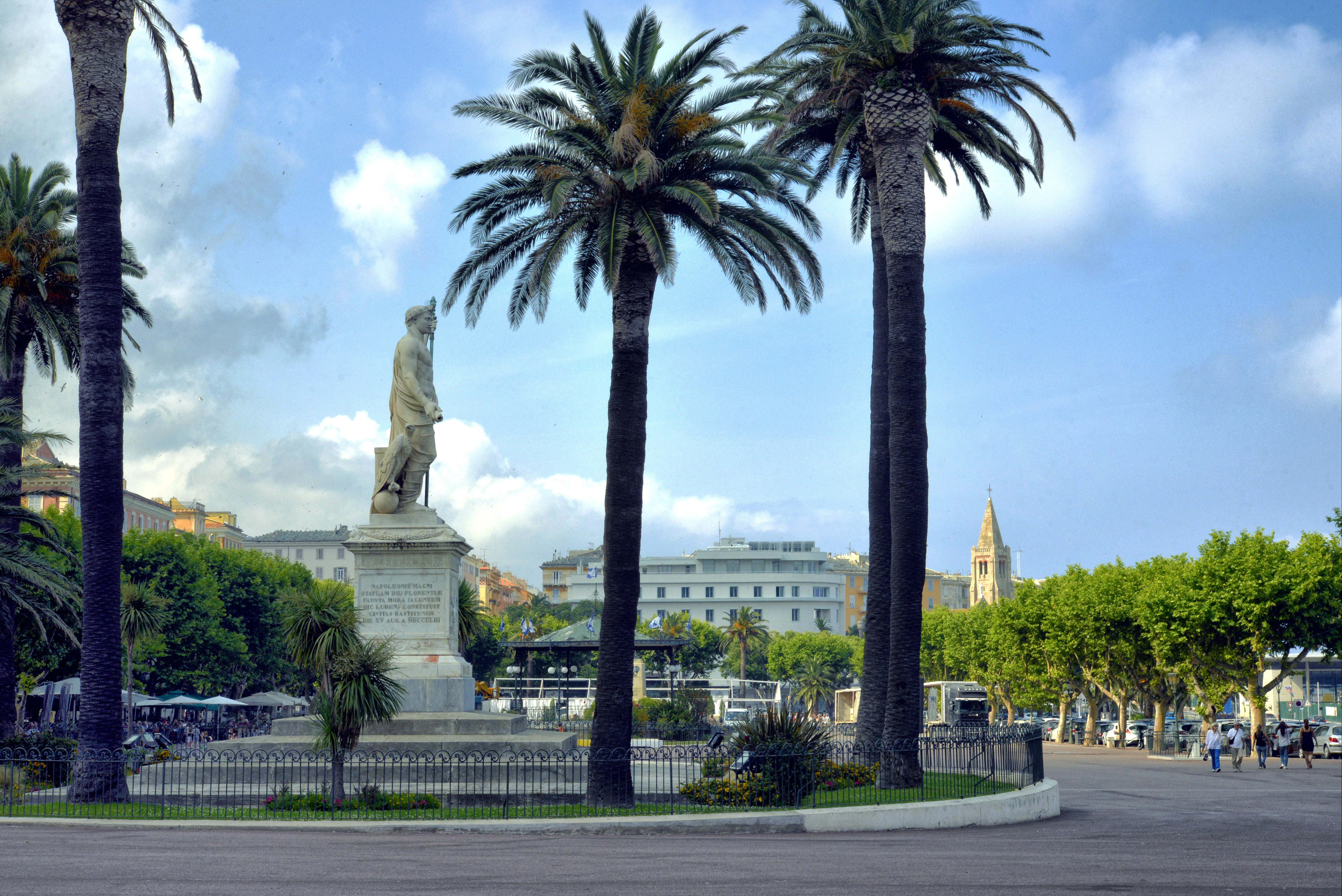
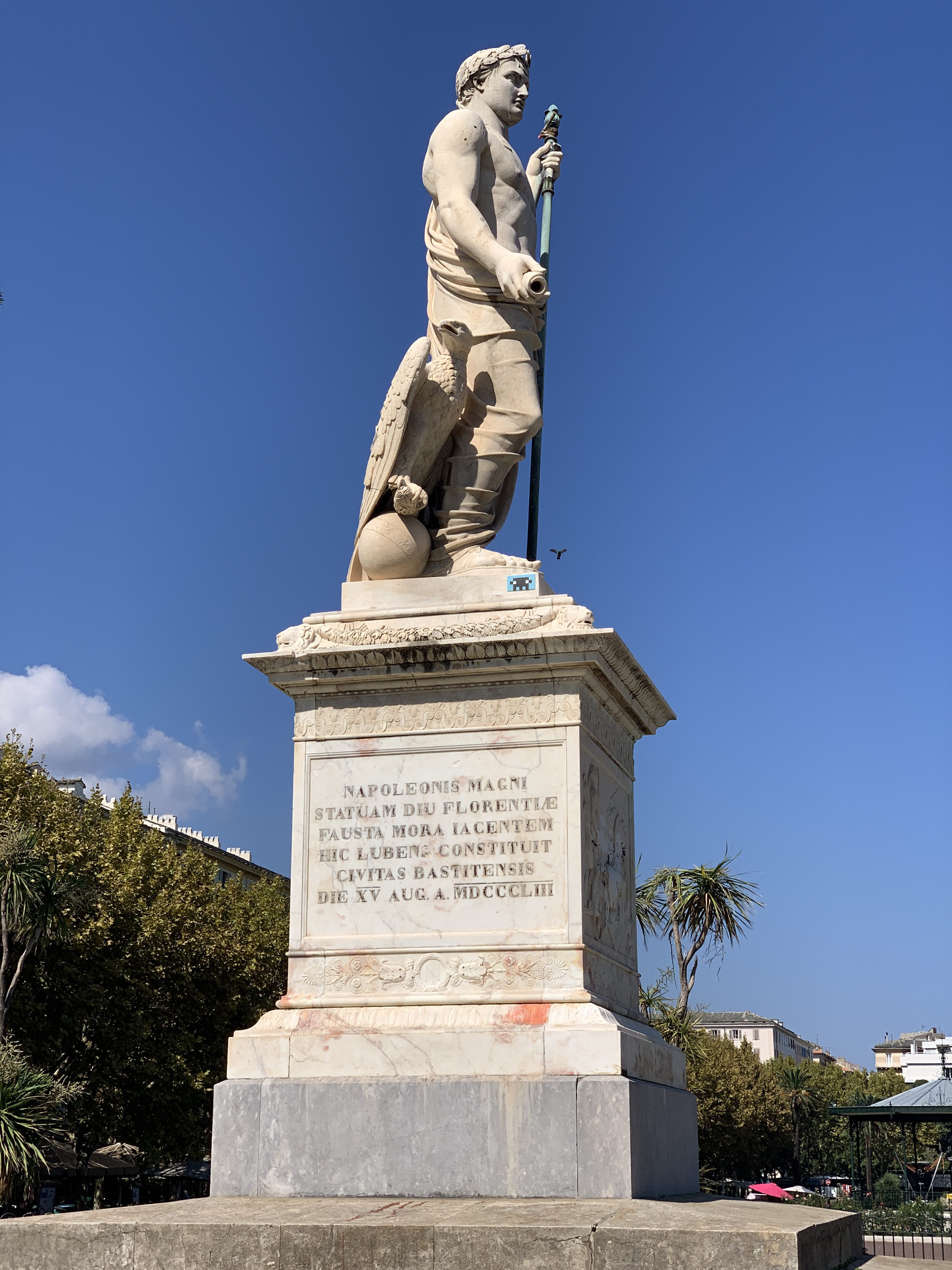
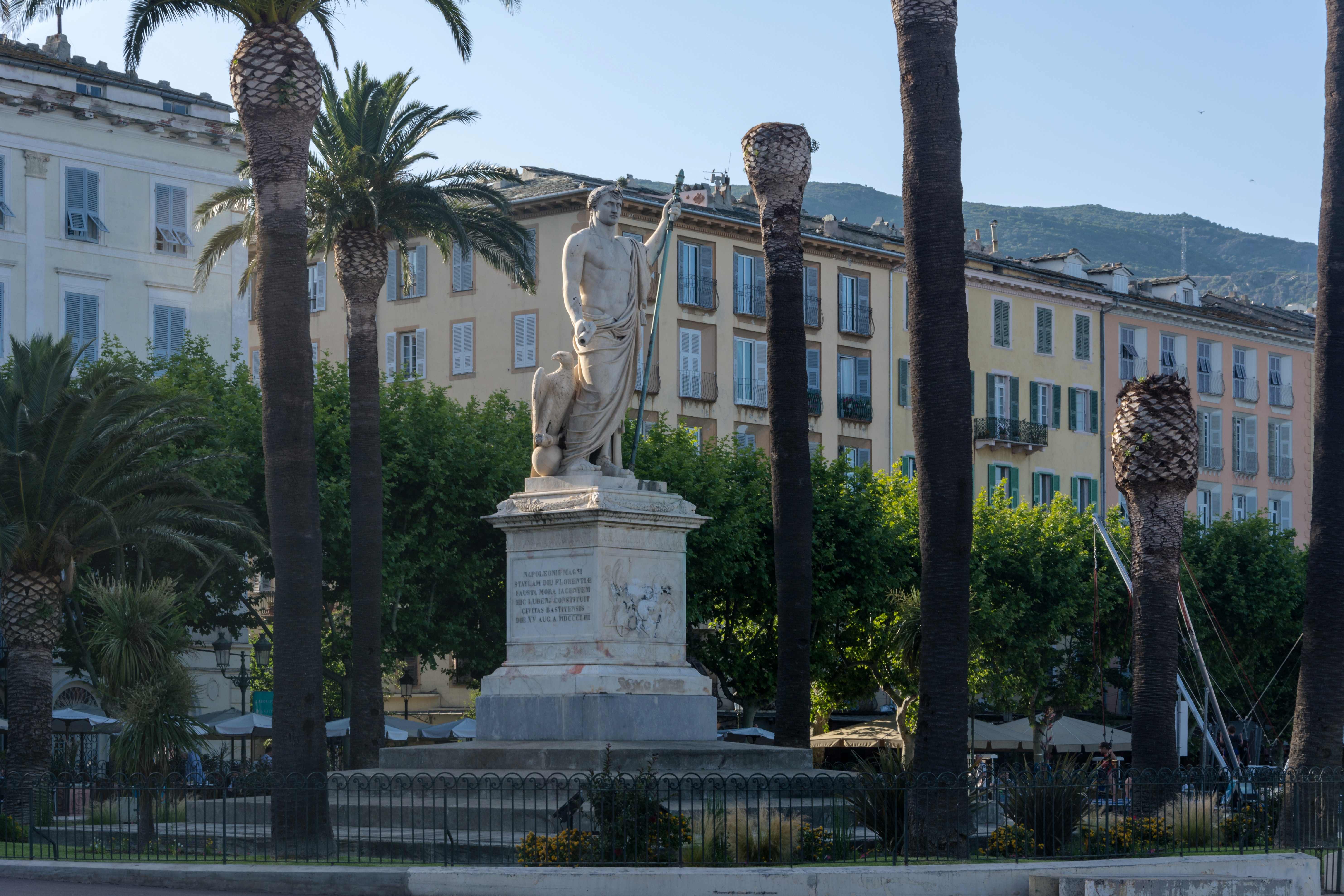
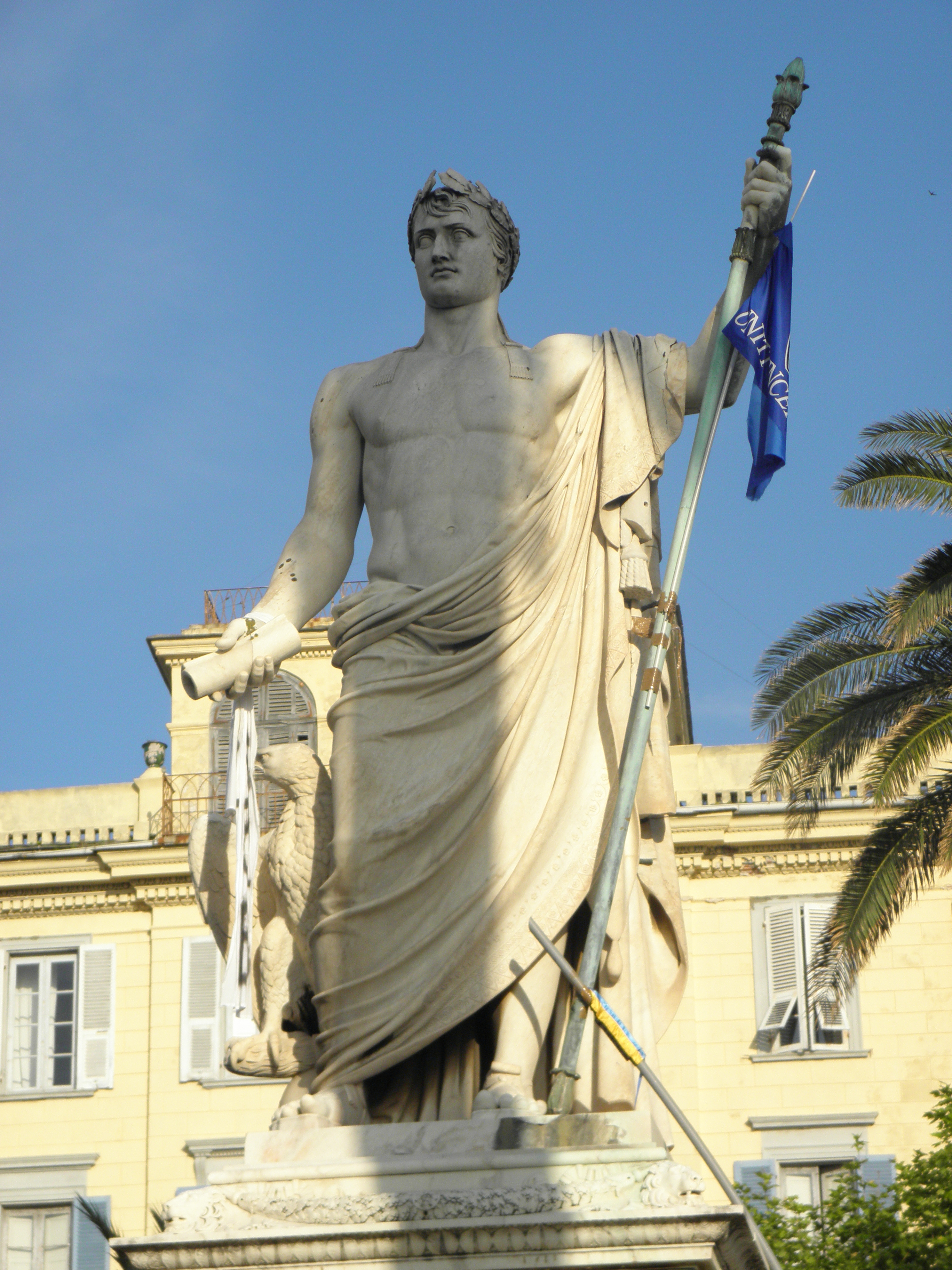